# Kli-Kla-Klawitter
Kli-Kla-Klawitter (Österreich: Der knallrote Autobus) war eine TV-Kinderserie, die von 1974 bis 1976 in 52 Episoden ausgestrahlt wurde. Ende der 1970er wurden einige Folgen im Free-TV und im Jahr 2005 im Premiere Pay-TV wiederholt. Ursprünglich sollte die Sendereihe auch in Deutschland unter dem Titel Der knallrote Autobus ausgestrahlt werden. Da im Bayerischen Fernsehen und der ARD jedoch schon seit 1972 eine sehr populäre Serie mit dem Titel ‚Das feuerrote Spielmobil‘ im Kinder-Fernsehprogramm lief und somit Verwechslungsgefahr bestand, wurde die Reihe bereits in der Pilotphase in Deutschland (im ZDF ausgestrahlt) in Kli-Kla-Klawitter umbenannt, während sie in Österreich den ursprünglichen Titel Der knallrote Autobus behielt.
Seit August 2010 werden die Folgen auf Junior (Sky) wiederholt.
Der Name ‚Kli-Kla-Klawitter‘ stammt von den Anfangssilben der drei Hauptdarsteller:
- der neunmalkluge Hase Klicker
- der erfinderische Hund Klamotte
- die freundliche Schildkröte Elvira Klawitter

Die drei Marionetten – sie entstammten der Werkstatt der Augsburger Puppenkiste – bildeten im Dialog mit dem Moderator (Wolfgang Jansen, später Peter Millowitsch u. a.) die Rahmenhandlung. Dazwischen gab es Animationsgeschichten und Realfilme.

1976, nach Abschluss der Dreharbeiten, verschwanden die Marionetten und galten als verschollen. 2007 wurden die Puppen in einem Haus im bayerischen Ottobrunn wiederentdeckt, restauriert und der Augsburger Puppenkiste zurückgegeben.
Zu den regelmäßigen Realfilmen gehören:
- Spielende Kinder im Vorschulalter, mit einfacher Handlung. Oft am oder im roten Autobus.
- Geschichten mit dem kleinen Jungen Löffelchen (Thomas Ohrner) und seiner Familie.
- Max, das Känguru, das mit einem oder mehreren Buchstaben spielt, die aus dem Off ausgesprochen werden
- Die Knetfiguren-Zwillinge Teddy und Freddy (Mädchen und Junge)
- Knetgummi-Figuren Die wilden Männer in Stop-Motion-Animation; ohne Text, mit Instrumentalmusik. Mit Tiny (gelb), Dorkey (orange), Whizz (grau) und Clutch (blau).
- Finger-Tierpuppen Maus und Schnecke, wobei die Maus auch Fingermaus genannt wird. Mit vielen weiteren Tieren. Alle gesprochen und gespielt von Erich Ebert.
- Die Clowns August (Herbert Mensching) und Augustin (Puppe, gespielt von Erich Ebert)
- Die Daumenvögel, diverse animierte Tiere.[7]

Im Zeichentrick-Vorspann fährt Klicker den Bus, Elvira sitzt einen langen Schal strickend am Dach und Klamotte hängt mit Rollschuhen hinten am Bus.
Der Titelsong (alternativ: „im knallroten Autobus“):
Fahr mit – im Kli-Kla-Klawitter-Bus!
Wir haben sehr viel Platz
für Hund und Katz und Spatz.
Fahr mit – im Kli-Kla-Klawitter-Bus!
Bei uns passt jeder rein,
ob groß – ob klein.
Wir wollen lachen, lernen, lesen, schreiben, rechnen fast bis zehn!
Wir wollen Straßen, Städte, Länder, Menschen ganz genau beseh’n!
Fahr mit – im Kli-Kla-Klawitter-Bus!
Wir haben sehr viel Platz
für Hund und Katz und Spatz.
Fahr mit – im Kli-Kla-Klawitter-Bus!
Bei uns passt jeder rein,
ob groß – ob klein.
Ja, ob das Drinnen, Draußen, Oben, Unten – alles lernt man hier!
Wir hör’n von Namen, Worten, Zahlen, Zeichen und von Mensch und Tier!
Fahr Fahr mit – im Kli-Kla-Klawitter-Bus!
Fahr mit – im Kli-Kla-Klawitter-Bus!
Wir haben sehr viel Platz
für Hund und Katz und Spatz.
Fahr mit – im Kli-Kla-Klawitter-Bus!
Bei uns passt jeder rein,
ob groß – ob klein.
wurde von Christian Bruhn komponiert und von Andrea Wagner getextet.
Das zweite sehr bekannte Lied „Hopsen, Hüpfen, Springen und Toben“ mit dem ABC am Anfang wurde in den frühen Folgen von Peter Kraus, später von Tina York und Mary Roos teilweise auf einem Trampolin springend gesungen.
Regisseur der Serie war Imo Moszkowicz.

## Synchronsprecher
| Rolle            | Synchronsprecher |
| ---------------- | ---------------- |
| Klicker          | Manfred Seipold  |
| Klamotte         | Ernst Ammann     |
| Elvira Klawitter | Irmgard Först    |
| Fingertiere      | Erich Ebert      |
| Augustin         | Erich Ebert      |
| Erzähler         | Erich Ebert      |